# يوب ويل
يوب ويل (بالهولندية: Joop Wille)‏ هو لاعب كرة قدم وحكم كرة قدم هولندي، ولد في 16 سبتمبر 1920 في هارلم في هولندا، وتوفي في 19 يناير 2009 في هولندا في مملكة هولندا. شارك مع منتخب هولندا لكرة القدم. أما مع النوادي، فقد لعب مع نادي هارلم.

## وصلات خارجية
- يوب ويل على موقع قاعدة بيانات كرة القدم.إي يو (الإنجليزية)
- يوب ويل على موقع ناشيونال فوتبول تيمز (الإنجليزية)